# Aifur
Aifur er et rekonstrueret vikingeskib, der er bygget på baggrund af Gokstadskibet, der blev fundet i Sandefjord i Norge i 1880.
Skibet blev bygget i 1992. Fra 1992-2005 blev den ejet af en forening kaldet Vikingabåtsföreningen Aifur fra Wiks folkhögskola ved Mälaren. Foreningen organiserede tre større ekspeditionre med skibet på floderne omkring Østersøen. den første foregik i 1994 og blev kaldt Expedition Holmgård. Den bestod af en rejse fra Sigtuna til Novgorod. Den anden ekpeditionen foregik i 1996 og gik fra Novgorod til Dnepr udløb.
Den tredje ekspedition foregik i 2001, og den gik fra Surazj i Hviderusland til Hapsal i Estland. Erfaringer fra ekspeditionen i 1996 viste, at vikingernes skibe kunne transporteres over land, og at man åslede skunne komme fra et flodsystem til et andet.